# اضطراب نقص الانتباه مع فرط النشاط
اضطراب نقص الانتباه مع فرط النشاط أو قصور الانتباه وفرط الحركة هو اضطراب نفسي من نوع تأخر النمو العصبي وهو يبدأ في مرحلة الطفولة عند الإنسان، وهي تسبب نموذج من تصرفات تجعل الطفل غير قادر على إتباع الأوامر أو على السيطرة على تصرفاته، أو أنه يجد صعوبة بالغة في الانتباه للقوانين وبذلك هو في حالة إلهاء دائم بالأشياء الصغيرة. المصابون بهذه الحالة يواجهون صعوبة في الاندماج في صفوف المدارس والتعلم من مدرسيهم، ولا يتقيدون بقوانين الفصل، مما يؤدي إلى تدهور الأداء المدرسي لدى هؤلاء الأطفال بسبب عدم قدرتهم على التركيز وليس لأنهم غير أذكياء، لذلك يعتقد أغلبية الناس أنهم مشاغبون بطبيعتهم.
هذه الحالة تعدّ أكثر الحالات النفسية شيوعا في العالم؛ إذ يبلغ عدد المصابين بقصور الانتباه وفرط الحركة حوالي 5% من مجموع شعوب العالم، والنسبة تزيد عن ذلك في الدول المتطورة (دول العالم الأول). هذه الإحصائيات جعلت بعض الباحثين يعتقدون أن تركيبة الدول المتطورة وأجوائها قد تكون سبباََ لحالة قصور الانتباه وفرط الحركة عند شعوبها، بذلك، تفاعل الناس في حضارتهم قد يكون مسبباََ لقصور الانتباه وفرط الحركة، اعتمادا على نوع الحضارة وردة فعل الفرد لها.

يشكل التعامل مع الأطفال المصابين بكثرة الحركة ونقص الانتباه تحديا كبيرا لأهاليهم ولمدرسيهم في المدرسة وحتى لطبيب الأطفال وللطفل نفسه أحيانا، وهذه الحالة لا تعدّ من صعوبات التعلم ولكنها مشكلة سلوكية عند الطفل، ويكون هؤلاء الأطفال عادة مفرطي النشاط واندفاعيين ولا يستطيعون التركيز على أمر ما لأكثر من دقائق فقط، يصاب من ثلاثة إلى خمسة بالمئة من طلاب المدارس بهذه الحالة والذكور أكثر إصابة من الإناث، ويشكل وجود طفل مصاب بهذه الحالة مشكلة حقيقية أحيانا للأهل وحتى الطفل المصاب يدرك أحيانا مشكلته ولكنه لا يستطيع السيطرة على تصرفاته، ويجب على الوالدين معرفة ذلك ومنح الطفل المزيد من الحب والحنان والدعم وعلى الأهل كذلك التعاون مع طبيب الأطفال والمدرسين من أجل كيفية التعامل مع الطفل.

## التصنيف
قد تندرج أعراض متلازمة اضطراب فرط الحركة ونقص الانتباه تحت أحد الملامح السائدة بشكل طبيعي في عموم البشر.
يعد فرط الحركة ونقص الانتباه من ضمن اضطرابات النمو التي يتأخر فيها نمو بعض سمات الشخصية مثل التحكم في الدوافع. ويتراوح هذا التأخر في النمو بين 3 و5 سنوات، حسب نتائج التصوير بالرنين المغناطيسي للقشرة الأمامية الجبهية. ويعتقد أن حالات التباطؤ هذه قد تؤدي إلى إعاقة النمو. وعلى الرغم من ذلك، فإن تشخيص اضطراب فرط الحركة ونقص الانتباه لا ينطوي على الإصابة بمرض عصبي.[بحاجة لتوضيح]
يصنف اضطراب فرط الحركة ونقص الانتباه بأنه اضطراب سلوكي فوضوي يصاحبه اضطراب المعارضة والعصيان واضطراب السلوك، إلى جانب اضطراب الشخصية المعادية للمجتمع.

### الأنواع الفرعية لاضطراب فرط الحركة ونقص الانتباه
لاضطراب فرط الحركة ونقص الانتباه ثلاثة أنواع فرعية:
- النوع الذي يغلب عليه النشاط الحركي الزائد والاندفاع
  - تشير معظم الأعراض (ستة أعراض أو أكثر) إلى النشاط الحركي الزائد والاندفاع.
  - على الرغم من أن أقل من ستة أعراض تشير إلى وجود نقص الانتباه، فإن هذا لا يمنع من وجوده إلى حد ما.
- النوع الذي يغلب عليه نقص الانتباه
  - تشير غالبية الأعراض (ستة أعراض أو أكثر) إلى وجود نقص انتباه، بينما تشير الأعراض الأخرى (وهي أقل من ستة أعراض) إلى زيادة النشاط الحركي والاندفاع. وبالطبع، هذا لا ينفي وجود زيادة في النشاط الحركي والاندفاع إلى حد ما.
  - من المرجح ألا يعاني الأطفال المصابون بهذا النوع من الاضطراب من عدم القدرة على أداء الأعمال الموكلة إليهم أو وجود صعوبة في مجاراة أقرانهم. فربما يجلسون في هدوء، ولكن دون أن يكونوا منتبهين لما يفعلون. ولذلك، قد يهمل هذا الطفل، وقد لا يلاحظ أولياء الأمور والمدرسون أعراض اضطراب فرط الحركة ونقص الانتباه عليه.
- النوع الذي يجتمع فيه النشاط الحركي الزائد والاندفاع مع نقص الانتباه في آن واحد
  - تظهر ستة أعراض أو أكثر من نقص الانتباه وستة أعراض أو أكثر من النشاط الحركي الزائد والاندفاع.
  - يعاني معظم الأطفال المصابين باضطراب فرط الحركة ونقص الانتباه من النوع الثالث.

### اضطراب فرط الحركة ونقص الانتباه في مرحلة الطفولة
يعد اضطراب فرط الحركة ونقص الانتباه من الحالات الشائعة في مرحلة الطفولة والتي يمكن علاجها. قد يؤثر هذا الاضطراب في مناطق معينة من المخ والتي تختص بحل المشكلات، والتخطيط للمستقبل، وفهم تصرفات الآخرين، والتحكم في الدوافع.
تشير الأكاديمية الأمريكية لطب نفس الأطفال والمراهقين (AACAP) إلى ضرورة الالتزام بالمعايير التالية قبل تشخيص حالة الطفل على أنها اضطراب فرط الحركة ونقص الانتباه:
- يجب أن تظهر السلوكيات الدالة على هذا الاضطراب قبل سن الثانية عشرة.[5]
- يجب أن تستمر هذه السلوكيات لمدة ستة أشهر على الأقل.
- يجب أن تعوق الأعراض أيضا الطفل إعاقة حقيقية عن مواصلة حياته بصورة طبيعية في مجالين على الأقل من المجالات التالية من حياته:
  - في الفصل
  - في فناء اللعب
  - في المنزل
  - في المجتمع
  - في البيئات الاجتماعية[6]

وإذا بدت على الطفل سمات نشاط زائد في فناء اللعب دون أية أماكن أخرى، فقد لا يكون مصابا باضطراب فرط الحركة ونقص الانتباه. وإذا ظهرت الأعراض نفسها في الفصل دون أي مكان آخر، فقد يعزى السبب إلى إصابته بأي اضطراب آخر غير اضطراب فرط الحركة ونقص الانتباه. فالطفل الذي تظهر عليه بعض الأعراض لا تشخص حالته على أنه مصاب بالمرض إذا لم يتأثر أداؤه الدراسي أو صداقاته بهذه السلوكيات.
حتى إذا بدا أن سلوك الطفل يتطابق مع أعراض الإصابة باضطراب فرط الحركة ونقص الانتباه، فقد لا يكون مصابا به بالفعل؛ ويجب أن تولى عملية التشخيص التفريقي اهتماما شديدا. يمكن أن تؤدي ظروف ومواقف أخرى كثيرة إلى استثارة سلوك مشابه للسلوك المصاحب لاضطراب فرط الحركة ونقص الانتباه. على سبيل المثال، قد تظهر أعراض اضطراب فرط الحركة ونقص الانتباه في المواقف التالية:
- حدوث حالة وفاة أو طلاق في العائلة، أو فقدان أحد الوالدين لوظيفته، أو أي تغير مفاجئ
- الإصابة بنوبات مرضية غير متوقعة
- إصابة الأذن بعدوى والتي يمكن أن تؤدي إلى مشكلات مؤقتة في السمع
- مشاكل في أداء الواجب المدرسي نتيجة مواجهة إحدى صعوبات التعلم
- القلق أو الاكتئاب[6]
- عدم كفاية النوم أو النوم بأسلوب غير مريح
- إساءة معاملة الأطفال

### الأرق المرتبط باضطراب فرط الحركة ونقص الانتباه لدى الأطفال
يمكن أن يعاني الأطفال والمراهقون المصابون باضطراب فرط الحركة ونقص الانتباه من صعوبات في النوم بمستويات مختلفة، والتي يمكن أن تتراوح بين الشعور بالنعاس أو الاستغراق في النوم لوقت طويل أو النوم نوما عميقا وفي سكون تام دون تقلب (يصنف هذا أيضا كنوع من الأرق المرتبط باضطراب فرط الحركة ونقص الانتباه). فالطفل الذي لم ينل قسطا وافرا من النوم قد يبدأ في المعاناة من مشكلات سلوكية مثل فرط النشاط والعدوانية وقصر فترة الانتباه. ويمكن أيضا أن تكون التقلبات المزاجية مرتبطة بقلة النوم حيث يتسم الأطفال المرهقون بسرعة الانفعال، أو قد يعانون من القلق أو التوتر. بمرور الوقت، قد تسوء الحالة الصحية للطفل/المراهق لأن النوم المتقلب يمكن أن يحد من قدرة الجسم على مقاومة نزلات البرد والأنفلونزا والأمراض المعدية الأخرى. قد يبدأ الأطفال الدخول في صراع حل المشكلات ويمكن أن تتأثر ذاكرتهم كذلك.

### اضطراب فرط الحركة ونقص الانتباه في مرحلة البلوغ
اكتشف الباحثون أن أعراض اضطراب فرط الحركة ونقص الانتباه تستمر مع 60% من الأطفال المصابين به حتى مرحلة البلوغ. وعلى الرغم من ذلك، يمارس العديد من البالغين حياتهم دون علاج هذا الاضطراب. وغالبا ما يعيش البالغون المصابون بهذا الاضطراب دون علاج حياة فوضوية، وقد يظهرون بصورة غير منظمة، وقد يلجأون للاعتماد على الكحول وتناول عقاقير دون استشارة طبيب لممارسة حياتهم اليومية. وكثيرا ما يعاني المصابون بهذا الاضطراب من أمراض نفسية متزامنة مصاحبة له مثل الاكتئاب أو اضطراب القلق أو اضطراب المزاج ثنائي القطب أو تعاطي المواد المخدرة أو صعوبات التعلم. وقد يؤدي تشخيص حالة البالغين بهذا الاضطراب إلى تمكينهم من تحليل سلوكياتهم بصورة أدق إلى جانب زيادة وعي المصابين به بطبيعة مرضهم والبحث عن وسائل العلاج المناسبة باستخدام آليات الدفاع وأساليب العلاج المختلفة. هناك اختلاف بين وجهات نظر بعض الخبراء حول ما إذا كان اضطراب فرط الحركة ونقص الانتباه يستمر إلى مرحلة البلوغ من عدمه. عقب الإقرار بوجود هذا الاضطراب بين البالغين في عام 1978، أصبح لا يعامل في الوقت الراهن كاضطراب منفصل عن اضطراب فرط الحركة ونقص الانتباه عند الأطفال. ومن العقبات التي تواجه الأطباء عند تقييم حالة البالغين المحتمل إصابتهم باضطراب فرط الحركة ونقص الانتباه هي معايير التشخيص غير المناسبة، والتغيرات المرتبطة بالسن، والأمراض المصاحبة له، وإمكانية اختفاء الأعراض وعدم ظهورها إما لارتفاع مستوى ذكاء المصاب به أو لعوامل أخرى قد تحدث في مواقف مختلفة.

## الأعراض
نقص الانتباه والنشاط المفرط والاندفاعية هي السمات الرئيسية لاضطراب فرط الحركة ونقص الانتباه. هذا ويصعب تحديد أعراض هذا الاضطراب بصفة خاصة نظرا لصعوبة تحديد خط فاصل بين المستويات العادية لنقص الانتباه والنشاط المفرط والاندفاعية والمستويات الأخرى التي تتطلب تدخلا طبيا. لتحديد ما إذا كان الشخص مصابا باضطراب فرط الحركة ونقص الانتباه من عدمه، يحب أن يلاحظ استمرار الأعراض عنده لمدة ستة أشهر أو أكثر في بيئتين مختلفتين، ويجب أن تفوق هذه الأعراض مثيلتها في الأطفال الآخرين في المرحلة العمرية نفسها.
بتقسيم أعراض اضطراب فرط الحركة ونقص الانتباه لدى الأطفال إلى فئات، ينبثق ثلاثة أنواع فرعية منه ألا وهي النوع الذي يغلب عليه نقص الانتباه والنوع الذي يغلب عليه النشاط الحركي الزائد والاندفاع والنوع المركب الذي يجتمع فيه نقص الانتباه والنشاط الحركي الزائد والاندفاع معا في آن واحد::p.4
قد يتضمن النوع الذي يغلب عليه نقص الانتباه الأعراض التالية:
- تشتت الذهن بسهولة وعدم الانتباه للتفاصيل والنسيان والانتقال الدائم من نشاط إلى آخر.
- صعوبة التركيز في أمر واحد.
- الشعور بالملل من أداء نشاط واحد بعد بضع دقائق فقط، ما لم يكن هذا النشاط ممتعا.
- صعوبة تركيز الانتباه على تنظيم واستكمال عمل ما أو تعلم شيء جديد.
- صعوبة إتمام الواجبات المدرسية أو أدائها، وفقدان الأغراض في كثير من الأحيان (مثل الأقلام الرصاص واللعب والواجبات المدرسية) اللازمة لإنجاز المهام أو الأنشطة.
- ظهور المريض كأنه لا يصغي عند التحدث إليه.
- الاستغراق في أحلام اليقظة والارتباك بسهولة والتحرك ببطء.
- صعوبة معالجة المعلومات بسرعة وبدقة كالآخرين.
- صعوبة اتباع التعليمات.

يتضمن النوع الذي يغلب عليه النشاط الحركي الزائد والاندفاع الأعراض التالية:
- القلق والتململ في المقاعد.
- التحدث بصورة مستمرة.
- التحرك المستمر في كل مكان، وملامسة أي شيء أو اللعب بكل شيء تقع عليه أيدي المريض.
- صعوبة الجلوس في سكون أثناء تناول الطعام وفي المدرسة ووقت الاستعداد للنوم.
- الحركة الدائمة.
- صعوبة أداء المهام أو الأنشطة بهدوء.

وتشير الأعراض التالية أيضا إلى الاندفاع بصفة أساسية:
- عدم القدرة على الصبر.
- الإدلاء بتعليقات غير ملائمة وإبداء المشاعر دون ضبط النفس والتصرف دون اعتبار للعواقب.
- صعوبة انتظار حصولهم على الأشياء التي يريدونها أو انتظار دورهم في اللعب.

من المحتمل أن يسلك معظم الأشخاص بعضا من هذه السلوكيات، ولكن ليس إلى الدرجة التي تعوقهم بصورة واضحة عن عملهم أو علاقاتهم أو دراساتهم. كما يستمر ظهور المشكلات الأساسية حتى وإن كان ذلك داخل السياقات الثقافية المختلفة.
قد تستمر أعراض اضطراب فرط الحركة ونقص الانتباه إلى سن البلوغ فيما يزيد عن نصف الأطفال المصابين بهذا الاضطراب. ويصعب تقدير هذه النسبة حيث لا توجد معايير رسمية لتشخيص اضطراب فرط الحركة ونقص الانتباه لدى البالغين. يظل اضطراب فرط الحركة ونقص الانتباه عند البالغين مقصورا على التشخيص الإكلينيكي. قد تختلف العلامات والأعراض الخاصة بمرحلة الطفولة عن مثيلاتها في مرحلة المراهقة نتيجة لعمليات التكيف وآليات التجنب المكتسبة أثناء عملية التنشئة الاجتماعية.
أثبتت إحدى الدراسات التي أجريت عام 2009 أن الأطفال الذين يعانون من اضطراب فرط الحركة ونقص الانتباه يتحركون بصورة زائدة عن الحد لأن ذلك يساعدهم على زيادة فترة التركيز لإنجاز المهمات الموكلة إليهم.

### الأمراض المتزامنة مع اضطراب فرط الحركة ونقص الانتباه
قد يتزامن مع اضطراب فرط الحركة ونقص الانتباه اضطرابات أخرى مثل القلق والاكتئاب. قد يؤدي اجتماع هذه الاضطرابات معا إلى تعقيد عمليتي التشخيص والعلاج بشكل كبير. هذا وتشير دراسات أكاديمية وأبحاث أجريت في جهات خاصة إلى أن الاكتئاب المقترن باضطراب فرط الحركة ونقص الانتباه يبدو أكثر انتشارا بين الأطفال كلما تقدموا في السن، مع العلم بأن معدل انتشاره أعلى بين الإناث عن الذكور. كذلك يختلف من حيث مستوى انتشاره في الأنواع الفرعية من اضطراب فرط الحركة ونقص الانتباه. من ناحية أخرى، عندما تؤدي حالة اضطراب مزاجي إلى تعقيد حالة اضطراب فرط الحركة ونقص الانتباه، تقتضي الحكمة حينئذ أن يعالج الاضطراب المزاجي أولا، ولكن الآباء الذين يعاني أطفالهم من اضطراب فرط الحركة ونقص الانتباه يرغبون غالبا في علاجه أولا لأن الاستجابة للعلاج في هذه الحالة ستكون أسرع.
لا تقتصر المشكلات السلوكية التي تطرأ على الأطفال الذين يعانون من اضطراب فرط الحركة ونقص الانتباه على نقص الانتباه و«فرط النشاط الحركي» فقط. فأعراض هذا الاضطراب لا تظهر وحدها إلا لدى الثلث فقط من الأطفال الذين شُخِّصَت حالاتهم المرضية على أنهم مصابون به. تتطلب الكثير من الأمراض التي تتزامن مع اضطراب فرط الحركة ونقص الانتباه برامج علاجية أخرى، بالإضافة إلى أنه يجب تشخيصها بصورة منفصلة عن اضطراب فرط الحركة ونقص الانتباه بدلا من أن تدخل كلها تحت التشخيص بهذا الاضطراب. ومن أمثلة الحالات المرتبطة باضطراب فرط الحركة ونقص الانتباه:
- اضطراب المعارضة والعصيان (35%) واضطراب السلوك (26%) واللذان يتميزان كلاهما بصدور سلوكيات مرفوضة من جانب المجتمع مثل العناد أو العنف أو نوبات الغضب المتكررة أو الخداع أو الكذب أو السرقة.[18] وبطبيعة الحال، يرتبط هذان الاضطرابان باضطراب آخر وهو اضطراب الشخصية المعادية للمجتمع؛ حيث يصاب ما يقرب من نصف المصابين باضطراب فرط الحركة واضطراب المعارضة والعصيان أو اضطراب السلوك باضطراب الشخصية المعادية للمجتمع عندما يصلون إلى سن البلوغ.[19]
- اضطراب الشخصية الحدية؛ حيث أفادت دراسة أجريت على 120 امرأة مريضة نفسيا أن 70% منهن شخصت حالتهن على أنها اضطراب الشخصية الحدية المزامن لاضطراب فرط الحركة ونقص الانتباه وعولجن منه.[20]
- اضطراب اليقظة الأولي والذي يتسم بنقص الانتباه وضعف التركيز، فضلا عن صعوبة البقاء مستيقظا. يميل الأطفال المصابون بهذا الاضطراب إلى التململ والتثاؤب والتمدد والتظاهر بالنشاط المفرط من أجل البقاء في حالة انتباه ويقظة.[18]
- الاضطرابات المزاجية: فمن المرجح أن يعاني الأطفال المصابون بالنوع الثالث من اضطراب فرط الحركة ونقص الانتباه من اضطرابات مزاجية.[21]
- اضطراب المزاج ثنائي القطب. يعاني ما يقرب من 25% من الأطفال المصابين باضطراب فرط الحركة ونقص الانتباه من اضطراب المزاج ثنائي القطب. جدير بالذكر أن الأطفال الذين تتزامن عندهم الإصابة باضطراب المزاج ثنائي القطب مع اضطراب فرط الحركة ونقص الانتباه يكونون أكثر عدوانية وأكثر عرضة للمشكلات السلوكية عن نظرائهم ممن يعانون من اضطراب فرط الحركة ونقص الانتباه فقط.[18]
- اضطراب القلق، والذي اكتشف انتشاره بين الفتيات اللاتي تعانين من النوع الثاني من اضطراب فرط الحركة ونقص الانتباه والذي يغلب عليه نقص الانتباه.[22]
- الوسواس القهري. يعتقد أن الوسواس القهري يشترك مع اضطراب فرط الحركة ونقص الانتباه في العناصر الوراثية والكثير من الخصائص.[18]

## الأسباب
لا يوجد سبب بعينه يمكن أن تعزى إليه الإصابة باضطراب فرط الحركة ونقص الانتباه. ولكن، هناك عدد من العوامل التي قد تسهم في حدوثه أو تفاقمه، وهي تشمل العوامل الوراثية والنظام الغذائي والمحيطين المادي والاجتماعي.

### العوامل الوراثية
تشير دراسات التوائم إلى أن فرط الحركة ونقص الانتباه يعد من بين الاضطرابات الوراثية إلى حد كبير وأن العوامل الوراثية هي سبب الإصابة بهذا الاضطراب في حوالي 75% من الحالات. ويبدو كذلك أن اضطراب فرط الحركة مرض وراثي في المقام الأول، ولكن هناك أسباب أخرى مؤثرة كذلك.
ويعتقد الباحثون أن الغالبية العظمى من الحالات التي تعاني من اضطراب فرط الحركة ونقص الانتباه تنشأ عن وجود مجموعة من الجينات المختلفة، والتي يؤثر عدد غير قليل منها في ناقلات الدوبامين. ومن أمثلة الجينات المسؤولة عن الإصابة بهذا الاضطراب مستقبلات الأدرينالين α2A، وناقلات الدوبامين، ومستقبلات الدوبامين D2/D3، وإنزيم الدوبامين بيتا هيدروكسيلاز وإنزيم المونوأمين أوكسيديز A وإنزيم الكاتيكولامين ميثيل ترانسيفيريز ومادة السيروتونين الناقلة المعززة (SLC6A4) والمستقبل 5HT2A والمستقبل 5HT1B والأليل المكرر العاشر للجين DAT1 والأليل المكرر السابع للجين DRD4، إضافة إلى جين دوبامين بيتا هيدروكسيلاز (DBH Taql).
يشير الانتقاء الموسع للعينات أن اضطراب فرط الحركة ونقص الانتباه لا يتطابق مع النموذج التقليدي «للمرض الوراثي» ومن ثم يجب أن ينظر إليه كتفاعل معقد بين عدد من العوامل الجينية والبيئية. فعلى الرغم من أن جميع هذه الجينات قد تلعب دورا، فإنه لم يُثْبَتْ إلى الآن أي دور رئيسي لها في حدوث اضطراب فرط الحركة ونقص الانتباه.

#### نظريات حول نشأة اضطراب فرط الحركة ونقص الانتباه
تتعلق نظرية الصياد والمزارع - تلك الفرضية التي اقترحها الكاتب توم هارتمان - بجذور اضطراب فرط الحركة ونقص الانتباه. وترجح هذه النظرية أن فرط الحركة ربما يكون سلوكا تكيفيا عند البشر في عصر ما قبل الحداثة، وأن سلوك الذين يعانون من اضطراب فرط الحركة ونقص الانتباه يحمل في طياته بعض الخصائص السلوكية القديمة «للصياد» التي كانت تميز المجتمع البشري في العصر السابق لاكتشاف الزراعة. كذا، تشير هذه النظرية إلى أن المصابين باضطراب فرط الحركة ونقص الانتباه قد يكونون أكثر مهارة في جوانب البحث والسعي وأقل مهارة من ناحيتي البقاء في وضع ثابت وإدارة المهام المعقدة بمرور الوقت. خلصت إحدى الدراسات في عام 2006 إلى وجود دلائل إضافية تشير إلى أن فرط الحركة قد يدر فوائد جمة لأنماط معينة من المجتمعات القديمة. في هذه المجتمعات، يفترض أن يتميز المصابون باضطراب فرط الحركة ونقص الانتباه بكفاءة أكبر في إنجاز المهام التي تنطوي على مخاطرة أو منافسة (كالصيد وطقوس التزاوج، إلخ.)

### العوامل البيئية
أشارت دراسات التوائم حتى الوقت الراهن إلى أن ما يتراوح بين 9% و20% من التباين في السلوك الذي يتميز بفرط النشاط والاندفاع ونقص الانتباه أو ما يعرف بأعراض اضطراب فرط الحركة ونقص الانتباه، يمكن إرجاعه لعوامل بيئية (غير وراثية) غير مشتركة. تتضمن العوامل البيئية المشار إليها تعاطي الكحول والتعرض لدخان التبغ في أثناء الحمل واستنشاق الرصاص من البيئة في المراحل المبكرة من العمر. يمكن أن نعزو العلاقة بين التدخين واضطراب فرط الحركة ونقص الانتباه إلى النيكوتين الذي يؤدي إلى نقص الأكسجين الواصل إلى الجنين في الرحم. ومن المرجح أيضا أن تقبل السيدات اللاتي تعانين من اضطراب فرط الحركة ونقص الانتباه على التدخين، مما يعزز من احتمالية إصابة أطفالهن بالاضطراب نفسه نظرا للعوامل الوراثية القوية المرتبطة باضطراب فرط الحركة ونقص الانتباه. وقد تلعب المضاعفات التي تحدث في أثناء الحمل والولادة، بما في ذلك الولادة المبكرة، دورا أيضا في الإصابة بهذا الاضطراب.
كما لوحظ أيضا ارتفاع معدل إصابات الرأس عن المتوسط بين المصابين باضطراب فرط الحركة ونقص الانتباه، إلا أن الأدلة المتوافرة حاليا لا تشير إلى أن إصابات الرأس هي السبب في حدوث اضطراب فرط الحركة ونقص الانتباه في الحالات موضع الملاحظة. علاوة على ذلك، تقترن الإصابة بأمراض معدية في أثناء الحمل، وعند الولادة وفي مرحلة الطفولة المبكرة، بارتفاع معدلات خطورة التعرض لاضطراب فرط الحركة ونقص الانتباه. تشمل هذه الأمراض العديد من الفيروسات مثل (الحصبة والكوليرا والحصبة الألمانية والفيروس المعوي 71)، بالإضافة إلى العدوى ببكتيريا المكورات العنقودية.
ربطت إحدى الدراسات التي أجريت في عام 2007 بين المبيد الحشري كلوربيريفوس المكون من الفوسفات العضوي، والذي يستخدم في رش بعض الفواكه والخضروات، وبين تأخر معدلات التعلم، وتراجع التناسق البدني، والمشكلات السلوكية لدى الأطفال، وخاصة اضطراب فرط الحركة ونقص الانتباه.
كذلك، أشارت دراسة أخرى أجريت في عام 2010 إلى وجود علاقة قوية بين التعرض للمبيدات وزيادة احتمال تعرض الأطفال لاضطراب فرط الحركة ونقص الانتباه. فقد قام باحثون بتحليل مستويات مخلفات الفوسفات العضوي في البول لأكثر من 1100 طفل تتراوح أعمارهم بين 8 و15 سنة، ووجدوا أن الأطفال الذين سجلوا أعلى مستويات للفوسفات ثنائي الألكايل، وهو عبارة عن نواتج تحلل مبيدات الفوسفات العضوية، هم الأكثر تعرضا للإصابة باضطراب فرط الحركة ونقص الانتباه. عموما، اكتشف هؤلاء الباحثون زيادة بنسبة 35% في احتمالية الإصابة باضطراب فرط الحركة ونقص الانتباه مع كل زيادة تبلغ عشرة أضعاف في تركيز بقايا مبيدات الفوسفات العضوية في البول.   كما لوحظ أيضا وجود تأثير لهذه المبيدات حتى إذا كان مستوى التعرض لها منخفضا للغاية: فالأطفال الذين يظهر لديهم مستوى فوق المتوسط قابل للكشف من مستقلب المبيد الحشري في البول، يكون احتمال ظهور أعراض اضطراب فرط الحركة ونقص الانتباه ضعف ما هو عليه عند الأطفال الذين لديهم مستويات غير قابلة للكشف من المستقلب نفسه.

#### النظم الغذائية
في دراسة أجراها باحثون في جامعة ساوثهامبتون في المملكة المتحدة ونشرت في مجلة لانسيت في 3 نوفمبر 2007، لوحظ وجود علاقة بين تناول الأطفال للكثير من الألوان الصناعية التي يشيع استخدامها في المواد الغذائية، ومادة بنزوات الصوديوم الحافظة، وبين فرط الحركة. بناءاََ على هذه النتائج، اتخذت الحكومة البريطانية إجراءات فورية. وقامت وكالة المقاييس الغذائية، وهي الهيئة المسؤولة عن رقابة الغذاء في المملكة المتحدة، بحث مصنعي المواد الغذائية على التخلص، بمحض إرادتهم، من استخدام معظم الألوان الصناعية في المواد الغذائية تدريجيا بحلول نهاية عام 2009.[بحاجة لمصدر] وبناء على قرار وكالة المقاييس الغذائية البريطانية، ألزمت المفوضية الأوروبية أي مصنع لمنتجات غذائية تحتوي على أي من «الألوان الصناعية الستة الواردة في دراسة جامعة ساوثهامبتون» بوضع تحذير على عبوة المنتج بحلول عام 2010[بحاجة لمصدر]، (وهذه الألوان الستة هي FCF أصفر الغروب (E110)، وأصفر الكوينولين (E104)، والكارموازين (E122)، ومادة اللور الأحمر (E129)، والتارترزين (E102)، إضافة إلى المادة الملونة بونشيو (4R (E124.) لم تبذل كثير من الجهود في الولايات المتحدة[بحاجة لتوضيح] للحد من استخدام مصنعي المواد الغذائية لألوان صناعية محددة، على الرغم من الأدلة الجديدة التي ساقتها الدراسة التي أجريت في جامعة ساوثهامبتون. ومع ذلك، فقد ألزم القانون الفيدرالي الحالي للأغذية والدواء ومستحضرات التجميل مصنعي المواد الغذائية بالحصول على تصاريح باستخدام الألوان الصناعية في منتجاتهم، وأن يحصلوا على أرقام FD&C من قبل إدارة الأغذية والأدوية الأمريكية، ويجب أن يشار إلى استخدام هذه الألوان على عبوات المنتجات. لذا قد تجد الجملة التالية مكتوبة على أغلفة المنتجات في الولايات المتحدة؛ "Contains FD&C Red #40"، وهي تفيد أن هذا المنتج يحتوي على لون أحمر صناعي حسب ما جاء في القانون الفيدرالي للأغذية والأدوية ومستحضرات التجميل.  

### العوامل الاجتماعية
تذكر منظمة الصحة العالمية أن الإصابة باضطراب فرط الحركة ونقص الانتباه يمكن أن ينجم عن خلل وظيفي أسري أو أوجه قصور في النظام التعليمي وليس ناجما عن أمراض نفسية. بينما يعتقد باحثون آخرون أن العلاقات مع مقدمي الرعاية الصحية تؤثر بشدة في قدرات الانتباه والقدرات الذاتية على تقييم الخيارات والأفعال. أثبتت دراسة حول الأطفال الذين تمت تربيتهم لدى أسر بديلة إصابة الكثيرين منهم بأعراض مشابهة لأعراض اضطرابات فرط الحركة ونقص الانتباه. وقد اكتشف باحثون أن سلوك الأطفال الذين عانوا من العنف وسوء المعاملة العاطفية يشبه سلوك الأطفال المصابين باضطرابات فرط الحركة ونقص الانتباه. علاوة على ذلك، قد يترتب على معاناة المريض من اضطراب ضغط ما بعد الصدمة المركب حدوث مشكلات متعلقة بالانتباه والتي تبدو مثل أعراض اضطراب فرط الحركة ونقص الانتباه. وهناك نوع من الارتباط بين اضطرابات فرط الحركة ونقص الانتباه وبين اختلال التكامل الحسي.
أشارت شبكة CNN في إحدى الفقرات التي أذاعتها في عام 2010 إلى تزايد احتمال إصابة الأطفال الذين يتم تبنيهم على مستوى العالم باضطرابات الصحة النفسية، مثل اضطراب فرط الحركة ونقص الانتباه واضطراب المعارضة والعصيان. قد ترتبط تلك الخطورة بطول الفترة الزمنية التي قضاها الأطفال في دور الأيتام، وخاصة إذا كانوا ضحية للإهمال أو سوء المعاملة. تغمر الكثير من هذه العائلات التي تبنت هؤلاء الأطفال المتضررين مشاعر الارتباك والإحباط، لأنهم يكتشفون لاحقا أن تربية هؤلاء الأطفال قد يترتب عليها مسؤوليات تفوق ما كان متوقعا بالفعل. قد تكون مؤسسات التبني على بينة من التاريخ السلوكي للطفل، ولكنها تقرر حجب هذه المعلومات قبل التبني. وقد أدى هذا بدوره إلى رفع بعض الآباء دعاوى قضائية ضد مؤسسات التبني، وأدى في أحيان أخرى إلى إساءة معاملة الأطفال، وقد وصل الأمر بالبعض إلى التخلي تماما عن الطفل.

#### تنوع النظام العصبي
يؤكد أنصار نظرية تنوع النظام العصبي على أن التطور اللانمطي (المتنوع) للجهاز العصبي يعد من ضمن الفروق البشرية التي تتفاوت عادة من شخص لآخر مثلها مثل أية فروق بشرية أخرى. يوضح النقاد المتخصصون في الشؤون الاجتماعية أنه بينما يمكن أن تلعب العوامل البيولوجية دورا كبيرا في صعوبات الجلوس في السكون داخل الفصل الدراسي و/أو التركيز في الواجبات المدرسية لدى بعض الأطفال، فإن الأسباب الحقيقية لعدم تطابق سلوكيات هؤلاء الأطفال مع التوقعات الاجتماعية للآخرين قد تكون مختلفة تماما. تشير بعض الآراء إلى ارتباط الإصابة باضطراب فرط الحركة ونقص الانتباه بالناحية الإبداعية للطفل. ومع استمرار الأبحاث الوراثية في اضطرابات فرط الحركة ونقص الانتباه، من الممكن أن تتكامل هذه المعلومات مع علم بيولوجيا الأعصاب لتمييز الخلل الوظيفي عن الصور الوظيفية المختلفة للأفراد الطبيعيين أو حتى الاستثنائيين عبر مقياس القدرة على الانتباه نفسه.

#### نظرية البنية الاجتماعية المرتبطة باضطراب فرط الحركة ونقص الانتباه
تنص نظرية البنية الاجتماعية على أن المجتمعات هي التي تحدد الخط الفاصل بين السلوك السوي وغير السوي. وهكذا فإن أفراد المجتمع، بما في ذلك الأطباء والآباء والمعلمين وغيرهم هم الذين يحددون معايير التشخيص التي تُطَبَّق ومن ثم يمكن تحديد عدد الأشخاص المصابين. يتجلى هذا في الواقع الذي يشير إلى أن ترتيب اضطراب فرط الحركة ونقص الانتباه في الدليل التشخيصي والإحصائي الرابع للاضطرابات النفسية (DSM IV) أعلى منه في الإصدار العاشر من التصنيف الدولي للأمراض (ICD 10) بثلاث أو أربع مرات. وصل الأمر إلى حد أن أعلن توماس زاز، وهو أحد مناصري هذه النظرية بشدة، أن اضطراب فرط الحركة ونقص الانتباه هو مرض «ليس له وجود على أرض الواقع».

#### نظرية الاستثارة المنخفضة
وفقا لنظرية الاستثارة المنخفضة، يحتاج من يعانون من اضطراب فرط الحركة ونقص الانتباه لممارسة نشاط زائد ليكون لهم بمثابة مثير ذاتي نظرا للانخفاض غير الطبيعي للاستثارة في حالتهم. تنص هذه النظرية على أن من يعانون من اضطراب فرط الحركة ونقص الانتباه لا يمكنهم السيطرة على أنفسهم، ولا يمكن جذب اهتمامهم إلا عن طريق مثيرات بيئية، والتي تؤدي بدورها إلى تشويش القدرة على الانتباه وتعزيز السلوك الذي يتسم بالنشاط المفرط.
في ظل عدم وجود مثيرات من البيئة، سيعمل الطفل الذي يعاني من اضطراب فرط الحركة ونقص الانتباه جاهدا على إيجاد هذا المثير بنفسه من خلال التجول في كل مكان والتململ والتحدث مع الآخرين، وما إلى ذلك. تفسر هذه النظرية كذلك سر ارتفاع معدلات نجاح الأدوية المنشطة إلى جانب أنه يمكنها أن تحدث أثرا مهدئا من خلال الجرعات العلاجية التي يتلقاها الأطفال الذين يعانون من اضطراب فرط الحركة ونقص الانتباه. كما أنها تثبت بالبيانات العلمية وجود ارتباط وثيق بين هذا الاضطراب واختلال نسبة الدوبامين - تلك المادة الكيميائية المسؤولة عن نقل الإشارات العصبية - من ناحية وبين نتائج الأشعة المقطعية المتعلقة بانخفاض المثيرات لدى المصابين باضطراب فرط الحركة ونقص الانتباه من ناحية أخرى.

## فسيولوجيا المرض

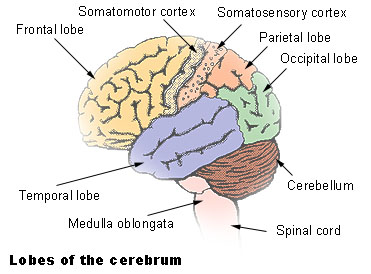
رسم تخطيطي يوضح دماغ الإنسان

تتسم الفيسيولوجيا المرضية لاضطراب فرط الحركة ونقص الانتباه بأنها معقدة وغير واضحة، وهناك عدد من النظريات المتضاربة في هذا الإطار. تبين الأبحاث التي أجريت على الأطفال الذين يعانون من اضطراب فرط الحركة ونقص الانتباه انخفاض حجم الدماغ بوجه عام، ولكن مع انخفاض أكبر نسبيا في حجم القشرة الأمامية الجبهية من الجانب الأيسر. تشير هذه النتائج إلى أن الملامح الأساسية لاضطراب فرط الحركة ونقص الانتباه، والتي تتمثل في نقص الانتباه والنشاط المفرط والاندفاع قد تعكس وجود خلل وظيفي في الفص الجبهي، ولكن هناك أجزاء أخرى في الدماغ تتأثر بهذا الاضطراب وخاصة المخيخ. لم تسفر الدراسات المعتمدة على التصوير العصبي للحالات المصابة باضطراب فرط الحركة ونقص الانتباه عن نتائج واحدة دائما، واعتبارا من عام 2008 أصبحت هذه الدراسات تستخدم فقط لأغراض البحث لا للتشخيص. في عام 2005، خلص استعراض للدراسات المنشورة التي تناولت كلاََ من التصوير العصبي وعلم الوراثة النفسي العصبي والكيمياء العصبية إلى وجود دلائل مشتركة ترجح أن هناك أربع مناطق عصبية أمامية في المخ متصلة مع بعضها تلعب دورا في الفسيولوجيا المرضية لاضطراب فرط الحركة ونقص الانتباه، وهذه المناطق هي: القشرة الأمامية الجبهية الجانبية والقشرة الحزامية الأمامية الظهرية، والنواة المذنبة واللحاء.
ذكرت إحدى الدراسات أن تأخرا في نمو أنسجة معينة في الدماغ بمتوسط ثلاث سنوات قد لوحظ بين مرضى اضطراب فرط الحركة ونقص الانتباه ممن هم في سن المدرسة الابتدائية. وأبرز منطقتين حدث فيهما هذا التأخر هما القشرة الأمامية والفص الصدغي واللذان يعتقد أنهما المسؤولان عن القدرة على التحكم في السلوك والتركيز. في المقابل، لوحظ نمو القشرة الحركية لدى المصابين باضطراب فرط الحركة ونقص الانتباه بمعدل أسرع من المعدل الطبيعي. وبالتالي، يحدث عندهم التململ الذي يميز هذا المرض والذي ينجم عن كل من النمو البطئ للتحكم السلوكي والنمو الحركي السريع.
الجدير بالذكر أن الأدوية المنشطة نفسها قد تؤثر في عوامل نمو الجهاز العصبي المركزي.
لوحظ في الدراسة نفسها في وقت سابق ارتباط أحد أشكال جينات مستقبلات الدوبامين D4 ألا وهو الأليل المكرر السابع - وهو المسؤول عن انتقال الإصابة باضطراب فرط الحركة ونقص الانتباه بالوراثة بنسبة 30% - بانخفاض سمك قشرة الدماغ من الجانب الأيمن بشكل غير طبيعي: على الرغم من ذلك، فإن هذا الجزء الرقيق يستعيد سمكه الطبيعي في مرحلة المراهقة عند هؤلاء الأطفال، بل وتتحسن حالتهم إكلينيكيا، وذلك مقارنة بأشكال الجينات الأخرى الموجودة لدى مرضى اضطراب فرط الحركة ونقص الانتباه.
إضافة إلى ذلك، أثبتت صور أشعة باستخدام تقنية التصوير بالإشعاع الفوتوني المقطعي SPECT ضعف الدورة الدموية لدى المصابين باضطراب فرط الحركة ونقص الانتباه (مما يشير إلى انخفاض النشاط العصبي)، إضافة إلى ارتفاع تركيز ناقلات الدوبامين بشدة في الجسم المخطط بالدماغ والمسؤول عن التخطيط للمستقبل. تشير إحدى الدراسات التي أجريت في مختبر بروكهافن الوطني التابع لوزارة الطاقة الأمريكية بالتعاون مع كلية طب ماونت سيناي في نيويورك، إلى عدم وجود علاقة بين مستويات ناقلات الدوبامين واضطراب فرط الحركة ونقص الانتباه، وأشارت إلى أن الذي يحدد هذا الاضطراب هو قدرة المخ على إنتاج ناقلات عصبية تشبه الدوبامين. وقد أجريت الدراسة من خلال حقن 20 شخصا مصابا باضطراب فرط الحركة ونقص الانتباه و25 شخصا آخرين يمثلون المجموعة الضابطة بمادة مشعة تربط نفسها بناقلات الدوبامين. وقد كشفت الدراسة أن مستويات الناقلات ليست هي المسؤولة عن تحديد وجود إصابة باضطراب فرط الحركة ونقص الانتباه، بل الدوبامين نفسه. وقد لوحظ انخفاض مستوى الدوبامين لدى الأفراد جميعهم الذين يعانون من اضطراب فرط الحركة ونقص الانتباه. ورأى القائمون بالدراسة أن عدد ناقلات الدوبامين في المخ ليس هو العامل المحدد، وذلك لانخفاض مستويات الدوبامين الأولية لدى الحالات المصابة باضطراب فرط الحركة ونقص الانتباه. تأييدا لهذه الفكرة، وجد أن حمض هوموفانيليك في البلازما، وهو أحد مؤشرات مستوى الدوبامين، يرتبط ارتباطا عكسيا ليس فقط بأعراض اضطراب فرط الحركة ونقص الانتباه الذي يصيب الأطفال لدى المرضى النفسيين البالغين، ولكن أيضا «بصعوبات التعلم في مرحلة الطفولة» لدى الحالات السليمة كذلك. بعد تتبع لمسار الدوبامين، وجد أن آلية «المكافأة» البيوكيماوية تنجح لدى المصابين باضطراب فرط الحركة ونقص الانتباه فقط إذا كانت المهمة المعنية محفزة لهم بطبيعتها؛ حيث يؤدي انخفاض مستويات الدوبامين إلى رفع الحد الأدنى الذي يمكن الشخص من المحافظة على التركيز في إحدى المهمات، وإلا سيعتبر الشخص تلك المهمة مملة ولا تستحق العناء. خلصت الدراسات القائمة على التصوير العصبي أيضا إلى أن مستوى الناقلات العصبية (مثل الدوبامين والسيروتونين) في الشق التشابكي ينخفض في فترات الاكتئاب.
وفي إحدى دراسات المسح الذري التي أجراها ألان جيه زامتكين وآخرون في عام 1990، وجد أن مستوى أيض الجلوكوز الكلي في المخ كان أقل بنسبة 8% في البالغين الذين لا يتناولون أدوية نفسية، والذين كانوا شديدي النشاط منذ الطفولة. أثبتت الدراسات التالية أن العلاج المستمر بالمنشطات كان له تأثير طفيف على الأيض الكلي للجلوكوز، ومن ناحية أخرى، فشلت دراسة أخرى أجريت على الفتيات في عام 1993 في إثبات انخفاض مستوى أيض الجلوكوز الكلي، لكنها اكتشفت فروقا مهمة في أيض الجلوكوز في 6 مناطق معينة من أدمغة الفتيات المصابات باضطراب فرط الحركة ونقص الانتباه مقارنة بالمجموعة الضابطة. كما كشفت الدراسة أن الفروق في منطقة محددة من الفص الأمامي كانت مقترنة إحصائيا بحدة الأعراض. لم تنجح دراسة أخرى أجريت في عام 1997 أيضا في إيجاد اختلافات كلية في أيض الجلوكوز، لكنها وجدت بالمثل اختلافات في مستوى تطبيع الجلوكوز في مناطق معينة من الدماغ. كما أشارت الدراسة التي أجريت في عام 1997 إلى أن النتائج التي توصلت إليها كانت مختلفة بعض الشيء عن نتائج الدراسة التي أجريت في عام 1993، وخلصت إلى احتمالية أن يكون النضج الجنسي لعب دورا في هذا التباين. لم تحدد إلى الآن مدى أهمية البحث الذي أجراه زامتكن ولم تتمكن مجموعته أو أي فرد آخر من تكرار نتائج الدراسة التي أجريت في عام 1990.
يؤكد بعض النقاد، مثل جوناثان ليو ودافيد كوهين، اللذان يرفضان توصيف فرط الحركة ونقص الانتباه كنوع من الاضطراب، على أن ضوابط استخدام الأدوية المنشطة ليست كافية في بعض الدراسات الحجمية لفص المخ مما يجعل من المستحيل تحديد ما إذا كان اضطراب فرط الحركة ونقص الانتباه نفسه أو الدواء النفسي الذي يستخدم لعلاجه هو المسؤول عن انخفاض نسبة السمك الملاحظ في بعض مناطق الدماغ. في حين أن الدراسة الرئيسية استخدمت مجموعات ضابطة متساوية في العمر، إلا أنها لم تقدم معلومات عن طول ووزن الأفراد موضع الدراسة. تشير بعض وجهات النظر إلى أن هذه المتغيرات يمكن أن تكون هي السبب في الاختلافات الموضعية في حجم الدماغ وليس اضطراب فرط الحركة ونقص الانتباه. وتشير هذه الآراء إلى أن العديد من الدراسات المعتمدة على تصوير الأعصاب مبسطة بصورة أكثر من اللازم من الجانبين العام والعلمي ولها ثقل لا مبرر له على الرغم من أوجه القصور التي شابت المنهجية التجريبية لتلك الدراسات.

## التشخيص
يتم تشخيص اضطراب فرط الحركة ونقص الانتباه عن طريق إجراء تقييم نفسي؛ ومن أجل استبعاد الأسباب المحتملة الأخرى أو أي أمراض أخرى متزامنة معه، قد يتم إجراء فحص بدني وتصوير بالأشعة واختبارات معملية.
في أمريكا الشمالية، تعد معايير الدليل التشخيصي والإحصائي الرابع للاضطرابات النفسية غالبا هي أساس التشخيص، في حين أن الدول الأوروبية عادة ما تستخدم الإصدار العاشر من التصنيف الدولي للأمراض. تزيد احتمالية تشخيص اضطراب فرط الحركة ونقص الانتباه في حالة استخدام معايير الدليل التشخيصي والإحصائي الرابع للاضطرابات النفسية بمقدار أربعة أضعاف مقارنة بالوضع إذا استخدم الإصدار العاشر من التصنيف الدولي للأمراض. هذا، وقد اكتشفت عوامل أخرى تؤثر في التشخيص في أثناء الممارسة الطبية غير العوامل الواردة في الدليل التشخيصي والإحصائي الرابع للاضطرابات النفسية أو في الإصدار العاشر من التصنيف الدولي للأمراض. فهناك عوامل يرجح أن يكون لها دور في هذا الصدد مثل المحيط الاجتماعي والمدرسي للطفل وكذلك الضغوط المتعلقة بالدراسة في المراحل التعليمية المختلفة.
يتعرض أي شخص للكثير من أعراض اضطراب فرط الحركة ونقص الانتباه من وقت لآخر، ولكن في حالة المصابين بالاضطراب فعليا، يزيد معدل تكرار هذه الأعراض كثيرا وبدرجة تؤثر بالسلب في حياة المرضى بصورة هائلة. يجب أن يحدث هذا التأثير السلبي في أكثر من محيط في حياة المريض لكي يصنف على أنه حالة من اضطراب فرط الحركة ونقص الانتباه. وبالنسبة للعديد من الاضطرابات النفسية والطبية الأخرى، يجرى التشخيص الرسمي من قبل متخصصين مؤهلين في المجال بناء على مجموعة محددة من المعايير. تحدد هذه المعايير في الولايات المتحدة من قبل الجمعية الأمريكية للطب النفسي في الدليل التشخيصي والإحصائي الرابع للاضطرابات النفسية. واستنادا إلى معايير الدليل التشخيصي والإحصائي الرابع للاضطرابات النفسية، تصنف أنماط اضطراب فرط الحركة ونقص الانتباه كالآتي:
1. اضطراب فرط الحركة ونقص الانتباه من النوع المركب: تشخص حالة المريض على أنها اضطراب من هذا النوع إذا تحقق بها المعياران 1A و1B لمدة ستة أشهر سابقة.
2. اضطراب فرط الحركة ونقص الانتباه من النوع الذي يغلب عليه نقص الانتباه: تشخص حالة المريض على أنها اضطراب من هذا النوع إذا تحقق بها المعيار 1A ولم يتحقق المعيار 1B لمدة ستة أشهر سابقة
3. اضطراب فرط الحركة ونقص الانتباه من النوع الذي يغلب عليه اضطراب فرط الحركة والاندفاع: تشخص حالة المريض على أنها اضطراب من هذا النوع إذا تحقق بها المعيار 1B ولم يتحق المعيار 1A لمدة ستة أشهر سابقة.[94]

تم إلغاء استخدام مصطلح اضطراب نقص الانتباه مع صدور أحدث نسخة من الدليل التشخيصي والإحصائي للاضطرابات النفسية. وبالتالي، فإن المصطلح الشائع حاليا هو اضطراب فرط الحركة ونقص الانتباه كأحد الاضطرابات المستقلة بذاتها والذي يمكن أن يظهر بشكل مستقل في صورة اضطراب أولي يسفر عن فرط النشاط الحركي/الاندفاع (اضطراب فرط الحركة ونقص الانتباه من النوع الذي يغلب عليه فرط النشاط الحركي والاندفاع) أو نقص الانتباه (اضطراب فرط الحركة ونقص الانتباه من النوع الذي يغلب عليه نقص الانتباه) أو كلاهما معا (اضطراب فرط الحركة ونقص الانتباه من النوع المركب).

### معايير الدليل التشخيصي والإحصائي الرابع للاضطرابات النفسية
- أ. وجود ستة أعراض أو أكثر من أعراض نقص الانتباه التالية لمدة ستة أشهر على الأقل وبدرجة تؤثر على مستوى النمو بصورة سلبية وغير مناسبة:

- نقص الانتباه:

1. في كثير من الأحيان لا ينتبه المريض تماما للتفاصيل أو يرتكب أخطاء تبدو ناجمة عن عدم الانتباه واليقظة عند أدائه الواجبات المدرسية أو في العمل أو غير ذلك من الأنشطة.
2. غالبا لا يتمكن من التركيز باستمرار في المهام الموكلة إليه أو في أنشطة اللعب.
3. في كثير من الأحيان لا يبدو منصتا عند التحدث إليه مباشرة.
4. كثيرا ما لا يتبع التعليمات ويتعذر عليه إنهاء الواجبات المدرسية أو الأعمال المنزلية الروتينية، أو المهام في محيط العمل (ليس بسبب سلوك معارض أو عدم فهم التعليمات).
5. غالبا ما يشكل تنظيم الأنشطة صعوبة بالنسبة له.
6. يتجنب في كثير من الأحيان أداء المهام التي تتطلب الكثير من الجهد الذهني لفترة طويلة من الوقت (مثل الواجبات المدرسية أو الأعمال المنزلية).
7. غالبا ما يضيع الأشياء الضرورية لممارسة المهام والأنشطة (مثل اللعب أو الواجبات المدرسية أو الأقلام الرصاص أو الكتب أو الأدوات).
8. يتشتت ذهنه غالبا بسهولة.
9. كثير النسيان في أثناء ممارسة الأنشطة اليومية.

- ب. وجود ستة أعراض أو أكثر من الأعراض التالية للنشاط المفرط والاندفاع لمدة ستة أشهر على الأقل وبدرجة تؤثر على مستوى النمو بصورة سلبية وغير مناسبة:

- فرط الحركة:

1. يكون المريض كثير التململ، فإما يقوم بتحريك يديه أو قدميه أو يتحرك في مقعده.
2. غالبا ما ينهض من مقعده رغم عدم الحاجة لذلك.
3. كثيرا ما يقوم بالركض أو التسلق في المكان والزمان غير المناسبين (قد يشعر المراهقون أو البالغون بحالة شديدة من عدم الاستقرار).
4. غالبا ما يصعب عليه اللعب أو الاستمتاع بالأنشطة الترفيهية في هدوء.
5. يتميز بالحركة الدائبة والنشاط في كثير من الأحيان، وكأنه آلة يحركها موتور.
6. كثيرا ما يتحدث بشكل زائد عن الحد.

- الاندفاع:

1. غالبا ما يسارع بالإجابات قبل الانتهاء من طرح الأسئلة. (انظر:NAQT)
2. لديه صعوبة في الانتظار حتى يأتي دوره في كثير من الأحيان.
3. كثيرا ما يقاطع الآخرين أو يتطفل عليهم (على سبيل المثال: المقاطعة في أثناء الحديث أو اللعب).

- وجود أعراض فرط الحركة والاندفاع أو نقص الانتباه قبل سن 7 سنوات.
- وجود ضعف أو تأخر لدى المريض بسبب هذه الأعراض في مكانين أو أكثر (مثل المدرسة/العمل والمنزل).
- يجب أن يكون هناك دليل واضح على تأثر أداء المريض بشكل كبير في المحيط الاجتماعي أو المدرسي أو في العمل.
- ألا تحدث هذه الأعراض أثناء الإصابة باضطراب النمو العام أو الفصام أو أي اضطرابات نفسية أخرى. ولا يوجد أي اضطراب آخر (مثل اضطراب المزاج أو اضطراب القلق أو اضطراب تعدد الشخصية الفصامي أو اضطراب الشخصية).[95]

### الإصدار العاشر من التصنيف الدولي للأمراض
في الإصدار العاشر من التصنيف الدولي للأمراض، يطلق على أعراض اضطرابات فرط الحركة ونقص الانتباه اسم «اضطرابات فرط الحركة». في حالة حدوث اضطراب سلوكي (وفقا لما هو وارد في الإصدار العاشر من التصنيف الدولي للأمراض)، تشخص الحالة على أنها «اضطراب فرط الحركة السلوكي». وما عدا ذلك، يصنف الاضطراب إما بأنه «اضطراب في النشاط والانتباه» أو «أحد اضطرابات فرط الحركة الأخرى» أو «اضطرابات فرط الحركة غير المحددة.» في بعض الأحيان، يطلق على الاضطراب الأخير اسم «متلازمة فرط الحركة.»

### مبادئ توجيهية أخرى بشأن التشخيص
تؤكد المباديء التوجيهية للممارسة الإكلينيكة للأطفال المصابين باضطرابات فرط الحركة ونقص الانتباه والصادرة عن الأكاديمية الأمريكية لطب الأطفال أن تشخيص الحالة المصابة بدقة يجب أن يستند إلى تحقق ثلاثة معايير:
- استخدام معايير واضحة للتشخيص باستخدام الدليل التشخيصي والإحصائي الرابع للاضطرابات النفسية - النسخة المنقحة
- أهمية الحصول على معلومات حول الأعراض التي ظهرت على الطفل في أكثر من محيط.
- البحث عن الحالات المرضية المتزامنة مع الاضطراب والتي قد تجعل التشخيص أكثر صعوبة أو قد تعقد خطة العلاج

وتحدد جميع المعايير الثلاثة عن طريق معرفة التاريخ المرضي للمصاب من خلال ما يقدمه الآباء والمعلمون و/أو المريض من معلومات عن الحالة
قد تستمر التأثيرات السلبية لاضطرابات فرط الحركة ونقص الانتباه حتى يصل المصاب لمرحلة البلوغ. ويتم تشخيص المصابين بهذا الاضطراب بناء على المعايير نفسها، بما في ذلك الشرط الذي ينص على ضرورة ظهور الأعراض قبل سن السابعة. هذا ويواجه البالغون المصابون بعض التحديات الهائلة في إطار ضبط النفس والتحفيز الذاتي، فضلا عن الأداء التنفيذي، وعادة ما تكون أعراض عدم الانتباه لديهم أعلى من مثيلتها لدى الأطفال، بينما يقل مستوى فرط الحركة والاندفاع عن مستواهما لدى الأطفال.

### الحالات المرضية المتزامنة مع اضطراب فرط الحركة ونقص الانتباه
تتضمن الحالات المرضية الشائعة المتزامنة مع اضطراب فرط الحركة ونقص الانتباه اضطراب المعارضة والعصيان. تنطبق معايير تشخيص اضطرابات التعلم على ما يتراوح بين 20% و25% من الأطفال المصابين باضطراب المعارضة والعصيان. واضطرابات التعلم تكون أكثر شيوعا في حالة وجود أعراض عدم الانتباه.
يمكن أن تؤدي معاناة المريض من اضطرابات متزامنة مع اضطراب فرط الحركة ونقص الانتباه أو تعاطي المواد المخدرة إلى صعوبة تشخيص هذا الاضطراب وعلاجه. ويعد العلاج النفسي مفيدا في علاج بعض هذه الحالات. والجدير بالذكر أنه لا يقترن اضطراب فرط الحركة ونقص الانتباه لدى الفتيان بزيادة تعاطي المواد المخدرة ما لم يكن هناك اضطراب سلوكي متزامن معه؛ ولكن «ينبغي أن تتجه الأبحاث نحو دراسة مدى زيادة احتمال تعرض المصابين لاضطراب فرط الحركة ونقص الانتباه في مرحلة البلوغ لاضطرابات تعاطي المخدرات.»
كذلك، قد يتزامن الاكتئاب أيضا مع اضطراب فرط الحركة ونقص الانتباه، ويعد أكثر انتشارا بين الفتيات والأطفال الأكبر سنا.
علاوة على ذلك، يعد الصرع من الاضطرابات الشائعة المتزامنة مع اضطراب فرط الحركة ونقص الانتباه لدى المصابين به. ويمكن أن تؤدي بعض أنماط الصرع إلى صدور سلوكيات تشبه سلوكيات المصابين باضطراب فرط الحركة ونقص الانتباه وبالتالي يمكن تشخيص حالتهم خطأ باضطراب فرط الحركة ونقص الانتباه.

### التشخيصات التفريقية
لتشخيص اضطراب فرط الحركة ونقص الانتباه، ينبغي استبعاد عدد من الحالات المرضية الطبية والنفسية المحتملة.
الحالات الطبية
تتضمن الحالات الطبية التي يجب استبعادها ما يلي: قصور الغدة الدرقية والأنيميا والتسمم بالرصاص والمرض المزمن وضعف السمع أو البصر وتعاطي المواد المخدرة، والآثار الجانبية للأدوية، واضطرابات النوم وإساءة معاملة الأطفال، وسرعة الكلام وغيرها.
حالات النوم المرضية
كما هو الحال مع غيرها من الموضوعات النفسية والعصبية، تعد العلاقة بين النوم واضطراب فرط الحركة ونقص الانتباه علاقة معقدة. بالإضافة إلى الملاحظة الإكلينيكية، هناك دلائل تجريبية متعلقة بالجهاز العصبي تشير إلى وجود تداخل كبير بين مراكز الجهاز العصبي المركزي التي تنظم عمليات النوم وبين المراكز التي تتحكم في الانتباه/اليقظة. تلعب اضطرابات النوم الأساسية دورا في ظهوار الأعراض الإكلينيكية لعدم الانتباه والاختلال السلوكي. فهناك علاقات متبادلة وثنائية الاتجاه متعددة المستويات بين كل من النوم والأداء السلوكي العصبي ومتلازمة اضطراب فرط الحركة ونقص الانتباه الإكلينيكية.
تتراوح المظاهر السلوكية للنعاس عند الأطفال بين المظاهر التقليدية (التثاؤب، وفرك العينين) مرورا بالسلوكيات الخارجية (الاندفاعية والنشاط الزائد والعدوانية) وصولا إلى التقلبات المزاجية وعدم الانتباه. تدخل الكثير من اضطرابات النوم ضمن الأسباب المهمة للأعراض التي قد تتداخل مع الأعراض الرئيسية لاضطراب فرط الحركة ونقص الانتباه؛ وينبغي أن يخضع الأطفال المصابون باضطراب فرط الحركة ونقص الانتباه لتقييم دوري ومنهجي لمشكلات النوم التي تصيبهم.
من وجهة النظر الإكلينيكية، تتضمن الآليات التي تسبب ظاهرة النعاس المفرط في وضح النهار النقاط التالية:
- الحرمان من النوم بشكل مزمن، أي عدم الحصول على قسط وافر من النوم اللازم لإشباع الناحية الفسيولوجية
- النوم المتقطع أو عدم انتظام النوم الناجم مثلا عن انقطاع التنفس الانسدادي أثناء النوم (OSA) أو اضطراب حركة الأطراف الدورية (PLMD)
- الاضطرابات الإكلينيكية الأولية الناجمة عن فرط النوم أثناء النهار، مثل النوم القهري
- اضطرابات الإيقاع اليومي، مثل متلازمة تأخر مرحلة النوم (DSPS). قارنت إحدى الدراسات التي أجريت في هولندا بين مجموعتين من الأطفال ممن تتراوح أعمارهم بين 6-12 عاما ولم يتلقوا علاجا، وكانوا جميعا مصابين بـ «اضطراب فرط الحركة ونقص الانتباه». أفادت المقارنة أن 87 طفلاََ منهم كانوا يعانون من مشكلات في النوم، بينما لا يعاني 33 منهم بأية مشكلات تتعلق بالنوم. تميزت المجموعة الأكبر بزيادة إفراز الميلاتونين في الضوء الخافت في وقت لاحق بصورة أكبر من الأطفال الذين لا يعانون من أية مشكلات في النوم.[112]

## إدارة الاضطراب
تتضمن طرق العلاج غالبا مزيجا من تعديل السلوك وتغيير أنماط الحياة واستشارة الأطباء، فضلا عن الأدوية. أثبتت دراسة أجريت في عام 2005 أن الإدارة الطبية والعلاج السلوكي هما أكثر الإستراتيجيات كفاءة في إدارة اضطراب فرط الحركة ونقص الانتباه، يليهما الأدوية وحدها ثم العلاج السلوكي. بينما أشارت النتائج إلى أن الدواء يؤدي إلى تحسين السلوك في حالة تناوله على المدى القصير، إلا أنه لا يؤدي إلى تغيرات ملموسة على المدى الطويل.

### التدخلات السلوكية
أفادت دراسة أجريت في عام 2009 بوجود أدلة قوية على فعالية طرق العلاج السلوكية في علاج اضطراب فرط الحركة ونقص الانتباه.
تتضمن وسائل العلاج النفسي المستخدمة لعلاج اضطراب فرط الحركة ونقص الانتباه وسائل نفسية وتقنيات سلوكية غير دوائية، وعلاج سلوكي، وعلاج سلوكي معرفي (CBT). وقد تنامى في الغرب الاهتمام بهذا النوع الآمن من العلاج النفسي وخصوصا بعد القلق الذي يثار حول طبيعة الدواء المستخدم للعلاج والجهل باثاره الجانبية على المدى الطويل من جانب، وبسبب التشخيص المتسرع من بعض المختصين للاشتباه فيما يسمى بالاضطراب شبيه - فرط النشاط والتشتت ADHD-like symptoms.
استخدام العلاج المعرفي السلوكي (CBT) ازداد توسعا في الغرب في الآونة الأخيرة وذلك بعد النتائج التي اظهرتها دراسة علمية عام 2004  والتي اوضحت ان هناك عدد 19 حالة وفاة من جراء استخدام ادوية ال stimulants وذلك بين عام 1999 وعام 2003. وقد ترتب على هذا ان اشترطت هيئة الغذاء والدواء الأمريكية Food and Drug Administration (FDA)على شركات الدواء ان يضعوا ملصق يحذر الاباء من أن هذا الدواء غير آمن للاطفال الذين يعانون من مشكلات في القلب أو مشكلات صحية أخرى. لقد أصبح السؤال الملح للاباء هو: هل هذا الدواء آمن لطفلي؟ وبالتالي اشتدت الحاجة للبرامج العلاجية المعرفية والسلوكية، كما ظهرت الحاجة إلى استخدام البرنامج العلاجي التكاملي بين الدواء والعلاج المعرفي السلوكي [وصلة مكسورة]. كما أن الاباء قبل الأطباء يلمسون محدودية الدواء بمفرده لأبناءهم المصابين بفرط النشاط والتشتت ولذلك يقدم لهم ولأبناءهم برامج علاجية طويلة المدى والمفعول. أحد أبرز الأطباء الأمريكيين ويليم بلهام بجامعة فلوريدا Dr. William Pelham of the University of Florida
يقر بان غالب الادوية التي تقدم لعلاج فرط النشاط والتشتت تكون قصيرة المدى ولا تقدم حلولا جذرية طويلة المدى! وان الب الادوية بعد استخدامها لمدة ثلاثة سنوات تكون فائدتها معدومة  ا
بالإضافة إلى ذلك هناك العلاج النفسي بين الأشخاص، والعلاج الأسري، إضافة إلى دور المدرسة، والتدريب على المهارات الاجتماعية، والتدريب العلاجي للآباء.
وقد أثبتت الأبحاث أن كلاََ من التدريب العلاجي للآباء والعلاج التربوي لهما فوائد قصيرة المدى. وثبت عدم جدوى العلاج الأسري في علاج اضطراب فرط الحركة ونقص الانتباه، على الرغم من تزايد احتمالات الطلاق في أسر الأطفال المصابين باضطراب فرط الحركة ونقص الانتباه عنها في الأسر التي لا يعاني أطفالها من الاضطراب نفسه، وخاصة عندما يكون هؤلاء الأطفال دون الثمانية سنوات.
من الجدير بالذكر أن هناك العديد من مجموعات الدعم المتخصصة في اضطراب فرط الحركة ونقص الانتباه والتي تعد بمثابة مصادر معلومات في هذا الصدد، إضافة إلى أنها تساعد الأسر على مواجهة التحديات المقترنة بالتعرض لاضطراب فرط الحركة ونقص الانتباه.
أثبتت إحدى الدراسات التي أجريت في عام 2009 أن سر الحركة الدائبة للأطفال الذين يعانون من اضطراب فرط الحركة ونقص الانتباه يكمن في أن تلك الحركة تساعدهم على البقاء في حالة تأهب لإنجاز المهام الصعبة التي توكل إليهم. وينصح الباحث الذي أجرى تلك الدراسة بأن يسمح لهم في أثناء أداء الواجبات المنزلية بالتململ أو الوقوف أو مضغ العلكة لأن ذلك قد يساعدهم على التغلب على الصعاب التي يواجهونها. ولا ينصح بمحاولة الحد من نشاطهم بشدة لأن ذلك من شأنه أن يؤدي إلى نتائج عكسية، إلا إذا كان سلوكهم مدمرا.

### الأدوية
ثبت أن السيطرة على الاضطراب من خلال الأدوية هو أكثر الوسائل فعالية من حيث التكلفة، يليها العلاج السلوكي ثم الجمع بين كلتا الوسيلتين، وذلك في إحدى دراسات المتابعة التي جرت على مدار 14 شهرا. ومع ذلك، أشارت إحدى دراسات المتابعة أن الأدوية المنشطة لا تفوق في تأثيرها وسائل العلاج السلوكي المتبعة مع الأطفال بعد إيقاف كل وسائل العلاج المخصصة لهم لمدة عامين. وقد توصف أدوية منشطة أو غير منشطة. وقد أفادت مراجعة لأصناف العقاقير في عام 2007 بعدم وجود دراسات متكاملة للمقارنة بين فعالية الأدوية المختلفة المخصصة لاضطراب فرط الحركة ونقص الانتباه إضافة إلى عدم وجود أدلة نوعية على تأثيراتها على الأداء الأكاديمي والسلوكيات الاجتماعية بشكل عام. لا يوصى باستخدام الأدوية المخصصة لاضطراب فرط الحركة ونقص الانتباه للأطفال في سن ما قبل المدرسة لعدم الإلمام بآثارها على المدى الطويل عليهم في هذه السن الصغيرة. هناك ندرة شديدة في البيانات الخاصة بالآثار العكسية للمنشطات أو فوائدها على المدى الطويل بالنسبة لاضطراب فرط الحركة ونقص الانتباه.

#### العلاج بالأدوية المنبهة

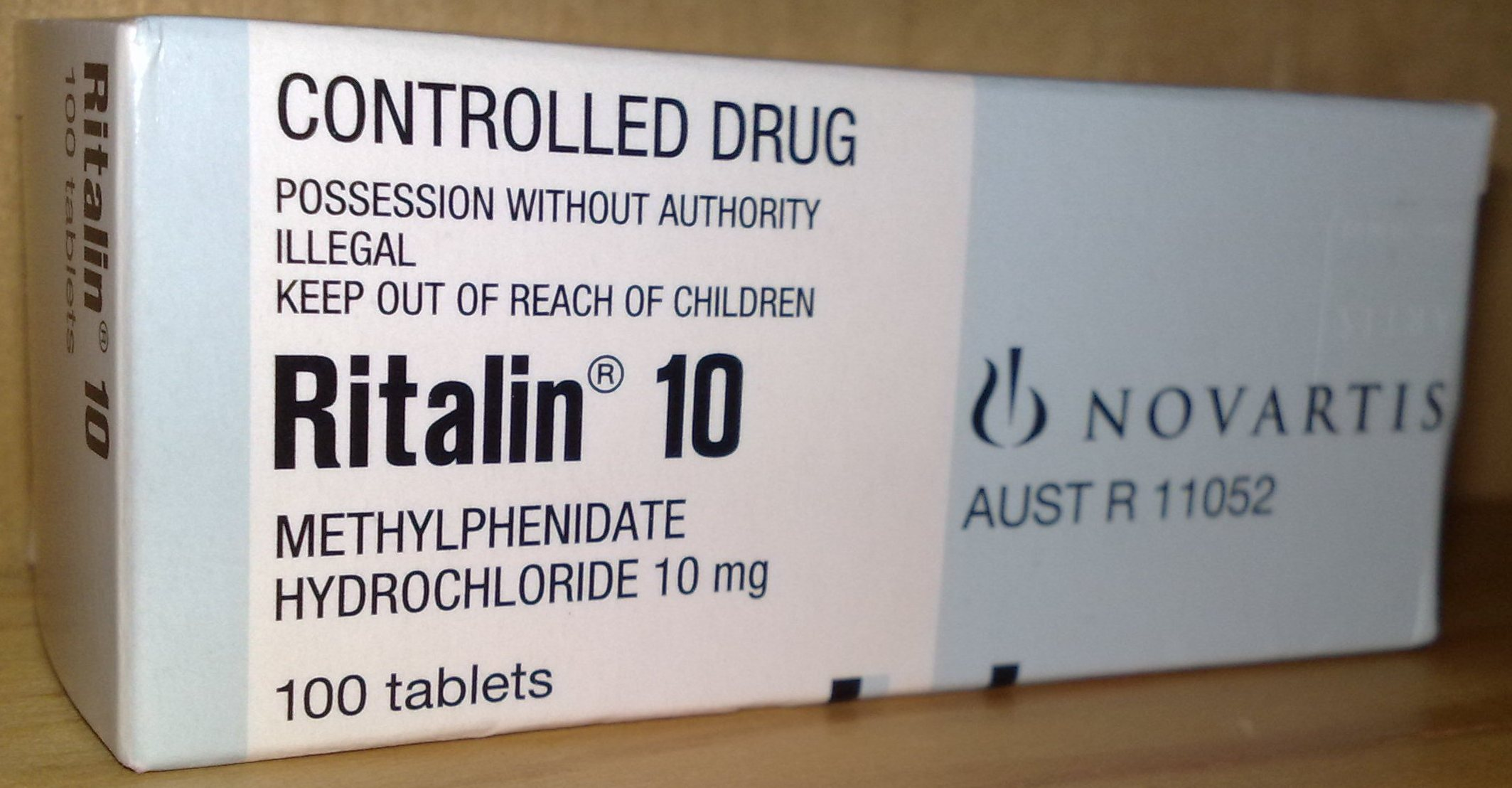
أقراص ريتالين 10 ملجم (أستراليا)

تعد المنبهات هي الأدوية التي يوصى بها عادة لعلاج اضطراب فرط الحركة ونقص الانتباه، وأكثر المنبهات شيوعا هي الميثيلفينيديت (وتضم الريتالين والميتاديت والكونسيرتا)، والديكستروأمفيتامين (الديكسيدرين) وأملاح الأمفيتامين المختلطة (الأديرال) والديكستروميثأمفيتامين (الديسوكسين)، إضافة إلى ليسديكسأمفيتامين (فايفنس). ومع ذلك، لابد من اتخاذ أقصى درجات الحذر عند وصف الأدوية التي تؤدي إلى زيادة مستويات الناقلات العصبية التي تعزز «الشعور بالرضا والسعادة» مثل الدوبامين، لأنها يمكن أن تؤدي إلى الإدمان (انظر مقالة: amphetamine dependence  تشير العديد من الدراسات إلى أن استخدام الأدوية المنبهة (مثل الميثيلفينيديت) يمكن أن يؤدي إلى حالة من تحمل الدواء والتي تعني قلة تأثير الدواء في المريض؛ كما تحدث هذه الحالة لمن يتعاطون جرعات عالية من الميثيلفينيديت.
تؤدي المنشطات المستخدمة في علاج اضطراب فرط الحركة ونقص الانتباه إلى رفع تركيزات الناقلات العصبية مثل الدوبامين والنورابنفرين خارج الخلايا مما يؤدي إلى زيادة معدل النقل العصبي.  وتأتي الفوائد العلاجية من تأثير النورأدرينالين في المنطقة الدماغية التي يطلق عليها الموضع الأزرق (locus coeruleus) والقشرة الأمامية الجبهية إضافة إلى التأثير الدوباميني في منطقة النواة المتكئة (nucleus accumbens) في الدماغ.
وقد أثبت تحليل جمعي لمجموعة تجارب إكلينيكية أن حوالي 70% من الأطفال يتحسنون بعد تناول المنشطات كعلاج على المدى القصير ولكن هذا الاستنتاج قد لا يكون دقيقا بسبب العدد الهائل من التجارب الإكلينيكية ذات الجودة التحليلية المتدنية. لم تكن هناك أية تجارب إكلينيكية عشوائية لمقارنة تأثير دواء وهمي بآخر حقيقي للتحقق من فعالية عقار الميثيلفينيديت (ريتالين) على المدى الطويل لفترة تزيد عن 4 أسابيع. وهكذا، فإن فعالية الميثيلفينيديت على المدى الطويل لم تثبت علميا. كما لوحظ أن هناك مشكلات خطيرة تتعلق بما يعرف باسم النشر المتحيز فيما يتعلق باستخدام الميثيلفينيديت لعلاج اضطراب فرط الحركة ونقص الانتباه.
يرتفع معدل الإصابة بالفصام واضطراب المزاج ثنائي القطب، وكذلك زيادة حدة هذه الاضطرابات لدى الأشخاص الذين كانوا يستخدمون المنشطات في مرحلة الطفولة كعلاج لاضطراب فرط الحركة ونقص الانتباه.
وقد بلغ معدل دخول الأطفال ممن تتراوح أعمارهم بين 10-14 عاما إلى حجرات الطوارئ بالمستشفيات بسبب التسمم بالريتالين حاليا مستوى مساو للتسمم بالكوكايين مما يشير إلى تصاعد معدل سوء استخدام هذا الدواء المؤدي للإدمان. تتركز نسبة هائلة، تبلغ 95% من الاستهلاك العالمي للريتالين في الولايات المتحدة وكندا. وفي دراسة تناولت مدمني الكوكايين من البالغين، تبين أن نسبة إدمان الكوكايين بين الأفراد الذين استخدموا الريتالين في عمر سنة إلى عشر سنوات تبلغ ضعف النسبة بين المصابين باضطراب فرط الحركة ونقص الانتباه ممن لم يستخدموه.
يعاني كل من الأطفال المصابين باضطراب فرط الحركة ونقص الانتباه وغير المصابين به من إدمان المنشطات، ولكن المصابين بهذا الاضطراب هم الأكثر عرضة لخطورة إدمان المنشطات واستخدامها لأغراض غير الموصوفة لهم من أجلها. تشير التقارير إلى أن ما بين 16% و29% من الطلاب الذين وصفت لهم المنشطات كعلاج للاضطراب قد حادوا عن الاستخدام الأساسي لها. ويذكر أيضا أن ما بين 5% و9% من طلبة المرحلة الابتدائية والثانوية، وما بين 5% و35% من طلاب الجامعات قد استخدموا منشطات دون مشورة الطبيب. في معظم الأحيان، تتمثل دوافع هؤلاء الطلاب في الرغبة في زيادة مستوى التركيز والانتباه أو «الشعور بالسعادة وارتفاع الحالة المزاجية» أو لمجرد تجربة هذا المنشط.
إن استخدام أدوية منشطة كعلاج لاضطراب فرط الحركة ونقص الانتباه لا يزيد من احتمالية تعاطي المريض المواد المخدرة لاحقا، بل وقد تكون هذه الأدوية بمثابة عامل وقاية من خطورة الإدمان في حالة بداية العلاج في مرحلة الطفولة. إلا أن بداية تناول الأدوية المنشطة في مرحلة المراهقة أو البلوغ يزيد من احتمالية تعاطي المواد المخدرة لاحقا.
أثبتت إحدى الدراسات أن الأطفال المصابين باضطراب فرط الحركة ونقص الانتباه في حاجة بالفعل إلى مزيد من الحركة للحفاظ على المستوى المطلوب من اليقظة أثناء أداء المهام الموكلة إليهم والتي تتحدى ذاكرتهم النشطة. ومن أمثلة المهام التي تتطلب ذاكرة نشطة حل مسائل الرياضيات ذهنياََ وتذكر التوجيهات متعددة الخطوات، والتي تتضمن استرجاع المعلومات ومعالجتها لفترة قصيرة. قد تفسر هذه النتائج أيضا سبب تحسين الأدوية المنشطة لسلوك معظم الأطفال المصابين باضطراب فرط الحركة ونقص الانتباه. ذلك حيث تؤدي تلك الأدوية إلى تحسين مستوى الاستثارة الفسيولوجية لدى الأطفال الذين يعانون من الاضطراب، إضافة إلى رفع مستوى اليقظة لديهم. وقد أظهرت دراسات سابقة أن الأدوية المنشطة تؤدي إلى تحسين قدرات الذاكرة النشطة بصورة مؤقتة.
على الرغم من «أن الأدوية المنشطة تعد آمنة من حيث الاستخدام إذا تم تناولها تحت إشراف الطبيب»، فإن استخدام هذه الأدوية لعلاج اضطراب فرط الحركة ونقص الانتباه قد أثار جدلا بسبب الآثار الجانبية غير المرغوبة، والآثار غير المؤكدة على المدى الطويل، والقضايا الاجتماعية والأخلاقية المتعلقة باستخدامها وتوزيعها. وقد أضافت إدارة الأغذية والأدوية الأمريكية علامات تحذيرية سوداء مربعة الشكل على بعض الأدوية المستخدمة لعلاج حالات اضطراب فرط الحركة ونقص الانتباه، في حين ترى كل من الجمعية الأمريكية لأمراض القلب والأكاديمية الأمريكية لطب الأطفال أنه من الحكمة أن يتم تقييم حالة قلب الطفل قبل تناول الأدوية المنشطة.
ومن أحدث الأدوية المنشطة المستخدمة في علاج حالات اضطراب فرط الحركة ونقص الانتباه عقار مودافينيل.   كانت هناك تجارب تعمية مزدوجة أثبتت فعالية المودافينيل وأظهرت مدى القدرة على تحمله، ولكن هناك مخاوف من التعرض لآثار جانبية خطيرة مثل التفاعلات التي تظهر على الجلد ولا ينصح باستخدام مودافينيل مع الأطفال.

#### الأدوية المضادة للذهان
مقارنة بالاستخدام الشائع للأدوية المنشطة لعلاج الأطفال الذين يعانون من اضطراب فرط الحركة ونقص الانتباه، زاد استخدام الأدوية غير التقليدية المضادة للذهان خارج نطاق الأمراض الواردة في النشرة الداخلية للدواء. تعمل مضادات الذهان من خلال منع عمل الدوبامين، في حين تؤدي المنشطات إلى إفرازه. وقد تمت الموافقة على استخدام مضادات الذهان غير التقليدية في الأطفال والمراهقين الذين يعانون من اضطرابات طيف الفصام واضطرابات طيف التوحد من قبل إدارة الأغذية والأدوية الأمريكية منذ عام 1993. واكتشف الباحثون أن العقاقير المضادة للذهان قد تمنع أيضا إدمان المنشطات. ويجب توخي الحذر الشديد عند إيقاف عمل الدوبامين المسؤول عن الشعور بالسعادة النفسية من خلال نظام المكافأة في الدماغ. هذا ويمكن أن يؤدي الإفراط في تعطيل هذا الناقل العصبي إلى الإصابة بحالة من اللا ارتياح والقلق. وقد يسبب ذلك ما يعرف في علم النفس باسم التفكير الانتحاري، أو قد يلجأ بعض المراهقين إلى تناول أدوية محظورة أو كحول لتعويض نقص الدوبامين. ولهذا السبب، يفضل استخدام مضادات الذهان غير التقليدية، لتراجع احتمالية تسببها في حدوث اضطرابات حركية وحالة من اللا ارتياح والقلق وتزايد اللهفة على تناول الأدوية وهي الاضطرابات التي طالما اقترن اسمها باسم مضادات الذهان التقليدية الشائعة. ومن التداعيات السلبية المقترنة بالعقاقير المضادة للذهان زيادة الوزن والسكري وإفراز اللبن الشاذ وتضخم الثدي عند الرجال وسيلان اللعاب والشعور بحالة من اللا ارتياح والقلق والعجز عن الاستمتاع (الأنهيدونيا) والتعب والعجز الجنسي واضطرابات نظم القلب إضافة إلى إمكانية حدوث اضطراب عسر الحركة المتأخر.

#### أدوية أخرى غير منشطة
هناك نوعان فقط من الأدوية غير المنشطة التي يوصى بها لعلاج اضطراب فرط الحركة ونقص الانتباه وهما أتوموكسيتاين (ستراتيرا)، وجوانفاسين (إنتونيف). ومن الأدوية الأخرى التي قد توصف للمرضى لعلاج أمراض خارج نطاق ما هو وارد في النشرة الداخلية للدواء حاصرات مستقبلات الأدرينالين α2A مثل كلونيداين، وبعض مضادات الاكتئاب مثل مضادات الاكتئاب ثلاثية الحلقة أو مجموعة SNRIs أو مجموعة MAOIs المضادة للاكتئاب.

## المردود العلاجي المتوقع
يواجه الأطفال المصابون باضطراب فرط الحركة ونقص الانتباه صعوبات كبيرة في فترة المراهقة، بغض النظر عن طريقة العلاج. فقد فشل 37% من المصابين باضطراب فرط الحركة ونقص الانتباه في الولايات المتحدة في الحصول على شهادة إتمام الدراسة الثانوية رغم أن الكثيرين منهم يحصلون على خدمات تعليمية خاصة. ذكر في لقاء صحفي في عام 1995 يستعرض أحد الكتب الصادرة في عام 1994 أن النتائج المجمعة لمعدلات الطرد والتسرب المدرسية تشير إلى أن ما يقرب من نصف إجمالي الطلاب المصابين باضطراب فرط الحركة ونقص الانتباه لا يستكملون دراستهم الثانوية أبدا. كما أن نسبة الحاصلين على مؤهلات جامعية من المصابين باضطراب فرط الحركة ونقص الانتباه لا تتعدي 5%، مقارنة بـ 28% من تعداد السكان بشكل عام. تتزايد خطورة تعرض حياة المصابين باضطراب فرط الحركة ونقص الانتباه للعديد من التداعيات المدمرة لحياتهم فور بلوغهم سن المراهقة إذا كانوا يعانون من هذا الاضطراب منذ مرحلة الطفولة. وتشمل هذه المخاطر المتزايدة حوادث السيارات والإصابات والنفقات الطبية البالغة والنشاط الجنسي المبكر والحمل في مرحلة المراهقة. يذكر راسل باركلي أن المعوقات الناجمة عن إصابة البالغين باضطراب فرط الحركة ونقص الانتباه تؤثر في جوانب عدة منها «التعليم والوظيفة والعلاقات الاجتماعية، كما تؤدي إلى ممارسة النشاط الجنسي والزواج والأبوة في سن مبكرة وإصابة الأبناء بأمراض نفسية، وارتكاب جرائم وإدمان المخدرات، أو قد تؤثر في الصحة وأسلوب الحياة المتعلق بها أو الإدارة المالية أو قيادة السيارات. ومن ثم، يمكننا استنتاج أن اضطراب فرط الحركة ونقص الانتباه يسفر عن معوقات خطيرة ومتنوعة».
تنخفض نسبة الأطفال المصابين باضطراب فرط الحركة ونقص الانتباه بنحو 50% على مدى ثلاث سنوات بعد التشخيص. يحدث هذا الانخفاض بغض النظر عن الوسائل العلاجية المستخدمة، كما أنه يحدث أيضا في حالة عدم حصول الأطفال المصابين باضطراب فرط الحركة ونقص الانتباه على علاج. يستمر اضطراب فرط الحركة ونقص الانتباه إلى مرحلة البلوغ لدى حوالي 30-50% من الحالات. ومن المرجح أن يقوم المتضررون من الاضطراب بتطوير آليات للتكيف مع تقدمهم في السن، تعويضا عن اضطراب فرط الحركة ونقص الانتباه الذي أصابهم سابقا.

## معدلات انتشار المرض

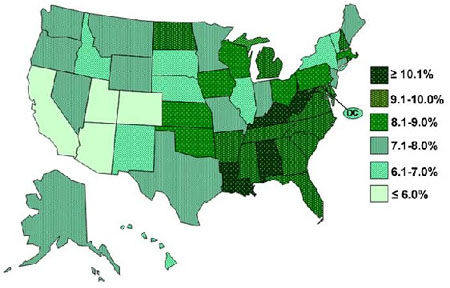
نسبة الشباب ممن تتراوح أعمارهم بين 4 و17 عاما
وتم تشخيص حالتهم باضطراب فرط الحركة ونقص الانتباه في ا لولايات المتحدة الأمريكية في عام 2003.

يقدر معدل انتشار اضطراب فرط الحركة ونقص الانتباه على المستوى العالمي بين 3 و5% عند من تقل أعمارهم عن 19 عاما. وعلى الرغم من ذلك، هناك العديد من أوجه الاختلاف بين الدراسات على الصعيدين الجغرافي والمحلي. على الصعيد الجغرافي، يبدو أن معدل انتشار اضطراب فرط الحركة ونقص الانتباه لدى الأطفال في أمريكا الشمالية أعلى من معدل انتشاره في أفريقيا والشرق الأوسط، وقد كشفت الدراسات المنشورة في هذا الإطار أن معدلات انتشار المرض تبدأ من 2% وحتى 14% بين الأطفال في سن المدرسة. كما تزيد بشدة معدلات تشخيص وعلاج اضطراب فرط الحركة ونقص الانتباه على الساحل الشرقي للولايات المتحدة مقارنة بالمعدلات المماثلة على الساحل الغربي. يتفاوت توزيع التشخيص بين الأطفال الذكور (10%) والإناث (4%) في الولايات المتحدة. قد يعكس هذا الفرق بين توزيع المرض بين الجنسين إما اختلافا في قابلية الإصابة بالمرض أو أن الإناث اللاتي يعانين من اضطراب فرط الحركة ونقص الانتباه هن أقل قابلية للتعرف على إصابتهن بالمرض مقارنة بالذكور.
زادت معدلات تشخيص وعلاج اضطراب فرط الحركة ونقص الانتباه في كل من المملكة المتحدة والولايات المتحدة منذ سبعينيات القرن العشرين. ففي هذه الفترة، كان معدل إصابة الأطفال باضطراب فرط الحركة ونقص الانتباه في المملكة المتحدة يقدر بنحو 0.5 لكل 1000 طفل، بينما بلغ المعدل نفسه 3 أطفال لكل 1000 في أواخر التسعينيات من القرن الماضي. وبلغ معدل الأطفال المصابين باضطراب فرط الحركة ونقص الانتباه في الولايات المتحدة في سبعينيات القرن العشرين 12 طفل لكل 1000، بينما ارتفع هذا المعدل في أواخر التسعينيات ليصل إلى 34 طفل لكل 1000، وما تزال هذه الأعداد في تزايد مستمر.
ومن المرجح ألا يتم تشخيص حالة البالغين على أنها اضطراب فرط الحركة ونقص الانتباه أو علاجها. وهذا قد يؤدي إلى سوء تقدير معدلات انتشاره بين الناس بشكل كبير. لم يكن الاهتمام باضطراب زيادة النشاط واضطراب فرط الحركة ونقص الاهتمام أو أماراته وأعراضه كبيرا حتى أوائل عام 1990 في جميع أنحاء أوروبا.
فقد أفادت التقارير الصادرة في المملكة المتحدة في عام 2003 أن معدل انتشاره يبلغ 3.6% بين الأطفال الذكور بينما يقل عن 1% في الإناث.
اعتبارًا من 2009، هذا وقد أصيب 8% من لاعبي دوري الدرجة الأولى للبيسبول الأمريكي باضطراب فرط الحركة ونقص الانتباه، مما أدى إلى تصنيف المرض من بين الأمراض الوبائية في هذه المجموعة. وقد تزامنت هذه الزيادة مع حظر المنشطات على لاعبي الدوري في عام 2006 (سياسة حظر المنشطات في دوري الدرجة الأولى للبيسبول).

## تاريخ المرض
لطالما كان فرط الحركة يعد جزء ََلا يتجزأ من الطبيعة الإنسانية. يشير السير ألكسندر كرشتون إلى ما أطلق عليه "القلق الذهني" في كتابه An Inquiry Into the Nature and Origin of Mental Derangement الصادر في عام 1798. مرت المصطلحات المستخدمة في وصف أعراض اضطراب فرط الحركة ونقص الانتباه بالعديد من التغيرات على مدى التاريخ بما في ذلك: "التلف الدماغي البسيط" و"الخلل الوظيفي (أو الاضطراب) الدماغي البسيط و"الإعاقات السلوكية/إعاقات التعلم"، إضافة إلى "فرط الحركة". كذلك، ورد مصطلح "رد الفعل الحركي المفرط في مرحلة الطفولة" في الدليل التشخيصي والإحصائي الثاني للاضطرابات النفسية. في حين ورد مصطلح "اضطراب نقص الانتباه المستقل أو المقترن بحركة مفرطة" للمرة الأولى في الدليل التشخيصي والإحصائي الثالث للاضطرابات النفسية. في عام 1987، تطور المصطلح إلى شكله الحالي وهو اضطراب فرط الحركة ونقص الانتباه، وذلك كما ظهر في الدليل التشخيصي والإحصائي الثالث للاضطرابات النفسية - النسخة المنقحة، وما تلاه من طبعات. وقد بدأت التوصية باستخدام المنشطات لعلاج اضطراب فرط الحركة ونقص الاتتباه في عام 1937.

## المجتمع والثقافة
صدرت عن وسائل الإعلام تقارير حول العديد من الموضوعات المتعلقة باضطراب فرط الحركة ونقص الانتباه. في عام 2001، أذاعت شبكة بي بي إس التلفزيونية على الهواء في برنامج المواجهة (Frontline) برنامجا مدته ساعة بعنوان «علاج الأطفال» ويدور موضوعه حول الآثار المترتبة على تشخيص اضطراب فرط الحركة ونقص الانتباه ووسائل علاجه لدى الأطفال.  تضمن البرنامج مجموعة من اللقاءات مع أشخاص ذوي وجهات نظر مختلفة. وقد أثيرت أسئلة حول مدى صحة وجود هذا الاضطراب من عدمه في الفقرة التي أطلق عليها "Backlash"، والتي أجريت مع كل من عالم الأعصاب المتقاعد Fred Baughman، والعالم النفسي بيتر بريجن، اللذين تصفهما شبكة بي بي إس بأنهما «ناقدان صريحان يصران على أن اضطراب فرط الحركة ونقص الانتباه ما هو إلا حيلة من نسج خيال الصناعتين الدوائية والنفسية تمارسانها على العائلات المهتمة بفهم سلوك الطفل».   وقد دافع كل من راسل باركلي أستاذ علم النفس وخافيير كاستيلانوس، الذي ترأس فيما بعد لجنة أبحاث اضطرابات فرط الحركة ونقص الانتباه لدى المعهد الوطني للصحة النفسية عن وجود هذا الاضطراب على أرض الواقع. أشار كاستيلانوس في اللقاء الذي أجري معه إلى عدم التوصل إلى حقائق علمية موسعة بشأن هذا الاضطراب. وسئل كل من لورنس ديلر أستاذ سلوكيات الأطفال وممثل لشركة Shire Plc للأدوية عن اضطراب فرط الحركة ونقص الانتباه وحقيقة استغلاله تجاريا.[بحاجة لمصدر]
وقد أدلى عدد من الأشخاص البارزين في المجتمع بآراء متباينة حول اضطراب فرط الحركة ونقص الانتباه. وقد حظي اللقاء الذي أجراه مات لوير مع عالم السينتولوجيا توم كروز بنسبة مشاهدة مرتفعة من الجمهور. تحدث توم كروز في هذه المقابلة عن اكتئاب ما بعد الولادة، وأشار أيضا إلى انتشار تعاطي الريتالين، والأديرال «كمخدرات بالشوارع» بدلا من غرضها الأصلي لعلاج اضطراب فرط الحركة ونقص الانتباه.   وفي إنجلترا، أعلنت البارونة سوزان جرينفيلد، عالمة الأعصاب البارزة، عن الحاجة إلى إجراء تحقيق موسع في مجلس اللوردات عن الزيادة الهائلة التي طرأت على أعداد المصابين باضطراب فرط الحركة ونقص الانتباه في المملكة المتحدة والأسباب المحتملة لهذه الزيادة، وكان ذلك في أعقاب إذاعة برنامج بانوراما على قناة بي بي سي والذي أبرز نتائج بحث أجري في الولايات المتحدة يفيد بأن العقاقير ليست أفضل من الوسائل الأخرى التي تهدف لعلاج اضطراب فرط الحركة ونقص الانتباه على المدى الطويل. وكان هذا البحث بعنوان The Multimodal Treatment Study of Children with ADHD من جامعة بافالو وهو يوضح نتائج علاج 300 حالة.
في المجتمعات العربية، تُعتَبَر أولى محاولات التعريف بالمرض للعموم والتوعية بأخطاره، أشكاله وطرق علاجه هي المسلسل الرمضاني المصري «خلي بالك من زيزي» الذي تم عرضه في رمضان 2021، من كتابة منى الشيمي إشراف مريم نعوم، وإخراج كريم الشنّاوي

## آراء متباينة
أثار اضطراب فرط الحركة ونقص الانتباه اختلافات في وجهات النظر في الجوانب المتعلقة بتشخيصه وعلاجه منذ سبعينيات القرن العشرين. وقد شملت هذه الاختلافات أطباء ومعلمين وواضعي سياسات وأولياء أمور ووسائل إعلام. وقد تباينت الآراء بشأن هذا الاضطراب من التأكيد بعدم وجود هذا المرض على الإطلاق إلى الاعتقاد بوجود أسباب وراثية وفسيولوجية للإصابة به، وكذلك الأمر بالنسبة للخلاف حول استخدام الأدوية المنشطة في العلاج. يتفق معظم العاملين في مجال توفير الرعاية الصحية أن اضطراب فرط الحركة ونقص الانتباه يعد من أهم الاضطرابات التي تشغل جانبا من النقاش الدائر في الأوساط العلمية عن كيفية تشخيصه وعلاجه في المقام الأول.
أشارت آراء أخرى إلى أن هذا الجدل قد يكون ناجما عن سوء فهم لمعايير التشخيص وكيفية استخدامها من قبل الأطباء:p.3 والمعلمين وواضعي السياسات وأولياء الأمور ووسائل الإعلام. وتتمحور المناقشات حول: ما إذا كان اضطراب فرط الحركة ونقص الانتباه يعد عجزا أم أنه مجرد مرض عصبي وسبب الاضطراب وتغير معايير التشخيص، والزيادة المضطردة في أعداد المصابين به واستخدام المنشطات لعلاجه. وينكر البعض وجوده من الأساس. لا تتوفر معلومات مؤكدة بشأن الآثار الجانبية المحتملة على المدى الطويل للمنشطات إضافة إلى أهميتها وذلك نظرا لعدم وجود دراسات طويلة المدى. تثير بعض البحوث تساؤلات حول الفعالية طويلة المدى للأدوية المستخدمة لعلاج اضطراب فرط الحركة ونقص الانتباه إلى جانب الآثار الجانبية لهذه الأدوية.
في عام 1998، أصدرت المعاهد الوطنية للصحة في الولايات المتحدة بيانا مشتركا توضح فيه كيفية تشخيص حالات الإصابة باضطراب فرط الحركة ونقص الانتباه وعلاجه. يشير البيان إلى تأييده لصلاحية وسائل تشخيص اضطراب فرط الحركة ونقص الانتباه إضافة إلى فعالية العلاج بالمنشطات، وذلك على الرغم من إقراره بالجدل المثار حول العلاج بهذه المنشطات. خلص البيان إلى أن جانب الجدل في هذا الموضوع يتمثل فقط في الافتقار إلى بيانات كافية حول الاستخدام طويل المدى للأدوية، والحاجة إلى المزيد من الأبحاث في مجالات عديدة.
وقد تم النظر في الوضع القانوني للمنشطات في الآونة الأخيرة من قبل العديد من المنظمات الدولية:
- دوليا، يندرج الميثيلفينيديت من ضمن أدوية الجدول الثاني بموجب اتفاقية المواد المؤثرة على الحالة العقلية.[195]
- في الولايات المتحدة، صنف الميثيلفينيديت من ضمن المواد الخاضعة للرقابة بحسب الجدول الثاني للأدوية، وهو التصنيف الذي يضم المواد ذات القيمة الطبية المعروفة، ولكن احتمالية تعاطيها كبيرة بسبب طبيعتها التي تحث على الإدمان.
- في المملكة المتحدة، يندرج الميثيلفينيديت من ضمن مواد 'الفئة ب'، وتعد حيازة هذه المادة من دون وصفة طبيب من الأمور غير القانونية، وقد تصل عقوبة حيازتها إلى 14 سنة و/أو غرامة غير محدودة.[196]
- في نيوزيلندا، يندرج الميثيلفينديت من ضمن ’مواد الفئة ب (2) الخاضعة للرقابة’. ويعاقب من يحوز هذه المادة بصورة غير مشروعة بالسجن لمدة 6 أشهر، وتصل عقوبة توزيعها إلى السجن لمدة 14 عاما.

ذكرت الجمعية البريطانية للطب النفسي في تقريرها الصادر عام 1997 أن الأطباء البشريين والنفسيين لا ينبغي أن يتبعوا النموذج الأمريكي في إطلاق مسميات طبية على مثل هذه المجموعة المتنوعة من الاضطرابات المتعلقة بالانتباه: «لا يحبذ معظم الأطباء البريطانيين فكرة إلصاق صفة الاضطراب النفسي بكل الأطفال الذين لا يلتزمون بالحضور إلى المدرسة أو الذين لا يجلسون في هدوء.» ومع ذلك، وبعد مرور عدة سنوات، وتحديدا في عام 2009، قامت الجمعية البريطانية للطب النفسي، بالتعاون مع الكلية الملكية للأطباء النفسيين، بإصدار مجموعة من المبادئ التوجيهية لتشخيص اضطراب فرط الحركة ونقص الانتباه وعلاجه.